# Seclì
Seclì är en ort och kommun i provinsen Lecce i regionen Apulien i Italien. Kommunen hade 1 877 invånare (2017).